# Distrito de Yamón
El distrito de Yamón es uno de los siete distritos de la Provincia de Utcubamba, ubicado en el Departamento de Amazonas, en el norte del Perú. Limita por el noroeste con el distrito de Cumba; por el noreste con el distrito de Bagua Grande; por el sureste con el  Lonya Grande y; por el suroeste con el departamento de Cajamarca.
Desde el punto de vista jerárquico de la Iglesia católica forma parte del Diócesis de Chachapoyas.

## Historia
El distrito fue creado el 5 de febrero de 1861 mediante Ley N.º 9364, en el gobierno del Presidente Ramón Castilla.

## Huacas
- Chiñuna

## Geografía
Abarca una superficie de 57,61 km²y tiene una población estimada mayor a 3 300 habitantes. 
Su capital es el pueblo de Yamón.

## Autoridades

### Municipales
- 2023 - 2026
  - Alcalde: Hermogenes Jara Hurtado
- 2015-2018[2]
  - Alcalde: Wilmer Ferré Pérez Vásquez, Movimiento Regional Fuerza Amazonense.
  - Regidores: Segundo Alarcón Jara, Teófila Mego Pizarro, Verónica Marleny Linares García, Milton Díaz Quispe, Simón Soto Sánchez.
- 2011-2014
  - Alcalde: Juanito Torres Arévalo, Movimiento Independiente Surge Amazonas (MISA).
- 2007-2010
  - Alcalde: Esteban Pérez Silva, Partido Aprista Peruano

### Religiosas
- Obispo de Chachapoyas: Monseñor Emiliano Antonio Cisneros Martínez, OAR.[3]